# Rybitrutka

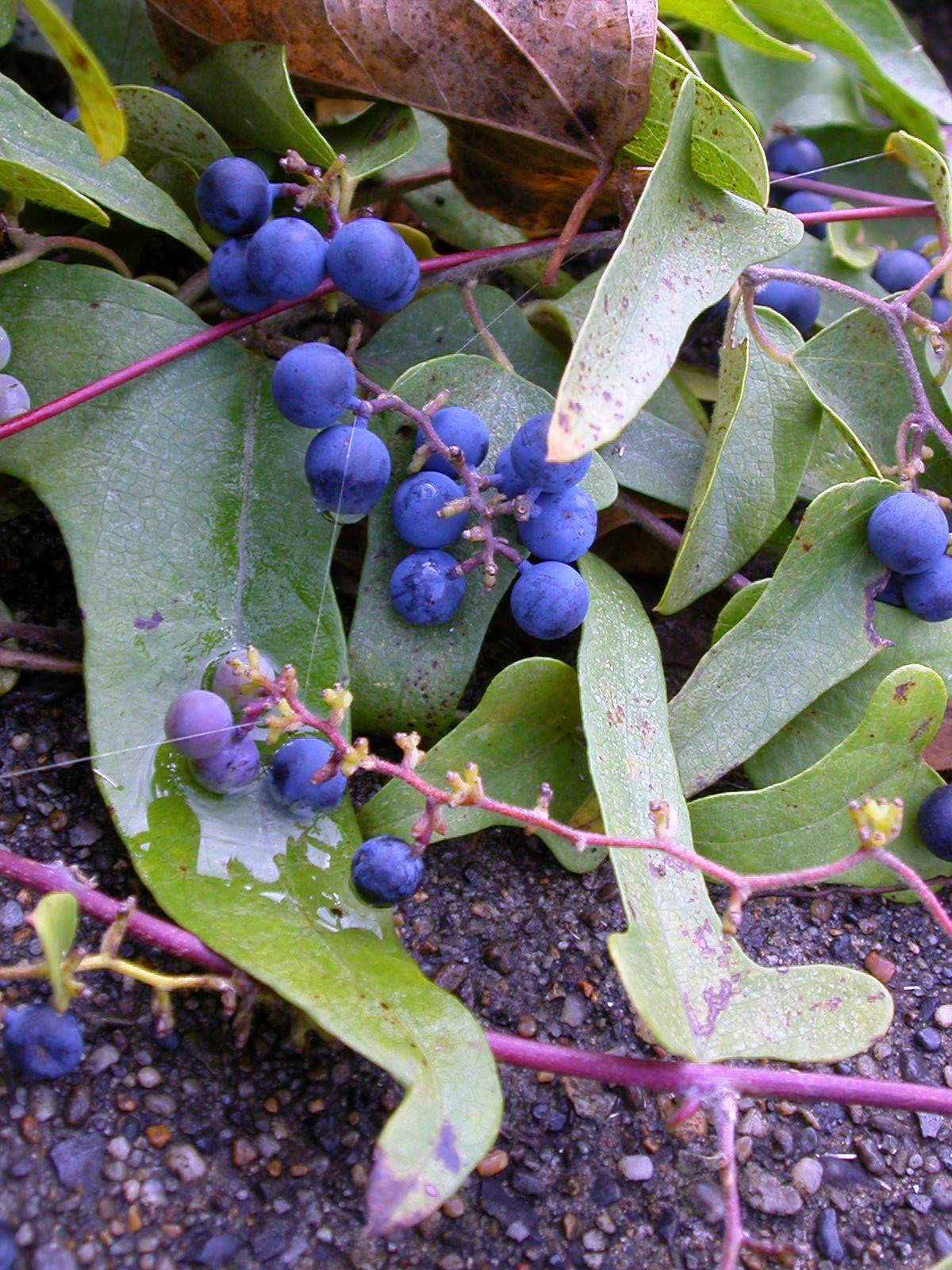
Owoce gatunku Cocculus orbiculatus

Rybitrutka, kokulus (Cocculus DC.) – rodzaj roślin z rodziny miesięcznikowatych (Menispermaceae). Obejmuje co najmniej 9 gatunków występujących naturalnie w Ameryce Środkowej i Północnej, Afryce, na Bliskim Wschodzie, w Azji oraz Polinezji.
Są to rośliny silnie trujące. Uprawiane bywają jako pnącza ozdobne. Do najbardziej odpornych na niskie temperatury, możliwych do uprawy w warunkach Polski, należy Cocculus orbiculatus.

## Systematyka
Pozycja systematyczna według APweb (aktualizowany system APG IV z 2016)
Rodzaj z rodziny miesięcznikowatych (Menispermaceae).
Wykaz gatunków
- Cocculus balfourii Schweinf. ex Balf.f.
- Cocculus carolinus (L.) DC.
- Cocculus diversifolius DC.
- Cocculus hirsutus (L.) W.Theob.
- Cocculus laurifolius DC.
- Cocculus madagascariensis Diels
- Cocculus orbiculatus (L.) DC.
- Cocculus pendulus (J.R.Forst. & G.Forst.) Diels
- Cocculus prainianus (Diels) A.Pramanik & Thoth.